# 25959 Gingergiovale
25959 Gingergiovale este o planetă minoră (asteroid) din centura de asteroizi. A fost descoperită pe 19 martie 2001 la Stația Anderson Mesa de Lowell Observatory Near-Earth-Object Search. 
Obiectul prezintă o orbită caracterizată de o semiaxă mare de 2,347607 UAi, o excentricitate de 0,1077144, o înclinație de 3,88082 ° în raport cu ecliptica.